# 本田NC700系列
本田NC700系列是本田自2012年開始生产的摩托车系列 。本田以「新概念」作為本系列的主要賣點，与传统摩托车的不同在於，這個系列是專為通勤者設計，新手和老手都適合的摩托車。它融合了各种摩托车类型的设计和机械元件，騎姿类似于一般摩托車，在傳統油箱的位置有一个安全帽大小的内部存储空间，油箱則移到座椅下方。 本系列通常以骑乘有趣，易于操作且非常省油做為賣點。 

## 延伸型号

### NC700S
無罩街車造型的基本款。NC700SA型号配備有連動式防鎖死煞車系統 。NC700SD配備有双离合器变速箱 ，騎士可以自由切換手动变速或是自动变速。 

### NC700X
NC700X的款式介於街車和多功能车之間。 它于2011年底在欧洲发布 。 NC700XA型号增加了連動式防鎖死煞車系統。

### NC750S和NC750X
2014年起，本田在欧洲，澳大利亚和加拿大， 以745 cc版本的NC750S和NC750X取代了NC700S與NC700X，稍微擴大的77毫米缸径可以輸出40.3千瓦特（54.0匹馬力）， 扭矩为68Nm。
在2016年，本田對NC750S與NC750X進行了小改款，改進了DCT，並引進LED頭燈與尾燈，還有新設計的排氣管。在2018年，NC750X車款添加了循跡系統。 
NC750X于2018開始在美国推出，提供DCT和常规手排两种型号。   

### NC700D和NC750D Integra
NC700D Integra是本田自2012年起生产的摩托车/速可達混合车種。在欧洲市場，NC750D於2014年取代了NC700D

### CTX700和CTX700N
CTX700是具有前摆式踏板、宽把手和整流罩的巡航車；CTX700N是無罩款，僅在头灯周围有一个小整流罩。

### NM4 NC700J和NC700JD
NM4 NC700J和NC700JD具有未来派的漫画风格设计，并且脚掌朝前放置，用平板代替脚踏。它的样式被拿來与Akira摩托车，Batmobile和Darth Vader做比较。它于2014年在伦敦ComicCon上首次亮相。
此型號於2015年和2018年，进行了有限的生產。 
NM4-02型號附带了側箱，NM4-01則没有側箱，但它们可作为升级套件提供。 
一些市场仅有NM4-02（特别是北美），而某些市场仅有NM4-01（特别是英国）。 
NM4在某些市场中仅提供黑色型號（例如：北美）在其他市场（亚洲）中則有多种颜色。 

## 发动机
NC700系列由单个顶置凸轮轴 670 cc（41 cu in）平行双发发动机驅動，發動機安裝位置向前倾斜62°，以提供较低的重心，并且前後重量分布几乎均匀。  方形发动机具有已编程的燃油喷射 ，每个气缸獨立的正时曲线  扭力為低轉速至中轉速區間進行優化。 儘管使用双轴平衡曲轴可以使主要振动完美平衡，但本田「特意使用单主平衡器」，以270°曲軸帶来類似V型雙汽缸的「愉悦的律動感」。  因為发动机中活动部件的数量少–油泵由平衡轴驱动，而凸轮轴驱动水泵，所以油耗僅有3.58 L/100 km（79 mi/imp gal；65.7 mi/US gal）。 该设计还使水管缩短了30％。 活塞有树脂涂层，低摩擦的摇臂則使用轻质铝材料製造。  
NC750則有稍微加大的活塞缸徑(77mm)，與稍微加高的馬力與扭力。 

## 變速系統
NC700X，NC750X，NC700S，NC700SA，NC750SA带有六速手动变速箱，而Integra，NC700SD，NC700XD，NC750XD，NC750SD则是使用第二代的六速双离合变速器。由于简化了液压回路，與本田 VFR1200F上的第一代系統相比，Integra和NC700SD上使用的版本更轻巧，更紧凑。在每个驾驶模式中还添加了学习功能，以因應各种不同骑行环境。 该系统使用重型大直径离合器来克服城市交通中停停走走的严酷使用。
变速箱的「一般驾驶模式」透過保持低轉高档位来達成燃油经济性，在稳定速度巡航时（例如在高速公路上）将发动机转速保持在2,000至2,500轉之间。使用「运动模式」将使发动机尽可能以较高轉速运转，以便提供更直接的动力。變速箱還有手動模式供駕駛人自行選擇檔位。 